# Marina Suma
Marina Suma, née le 14 novembre 1959 à Naples dans la région de la Campanie, est une actrice italienne.

## Biographie
Elle débute comme mannequin puis comme actrice en 1981 dans le film Le occasioni di Rosa de Salvatore Piscicelli ou elle se révèle d'emblée, remportant un succès public et critique couronné par l'obtention d'un David di Donatello et d'un ruban d'argent de la meilleure actrice débutante.
Elle enchaîne alors les rôles au cinéma, à la télévision et au théâtre. Elle apparaît notamment dans plusieurs comédies italiennes (Sing Sing de Sergio Corbucci, Infelici e contenti de Neri Parenti, Blues metropolitano de Salvatore Piscicelli, Un ragazzo e una ragazza de Marco Risi...).
En 2013, l'actrice annonce son retrait du monde du spectacle.
En 2024 elle participe à la 18e saison de l'émission de survie L'isola dei famosi.

## Filmographie

### Au cinéma
- 1981 : Le occasioni di Rosa de Salvatore Piscicelli
- 1982 : Dio li fa e poi li accoppia de Steno
- 1983 : Sapore di mare de Carlo Vanzina
- 1983 : Sing Sing de Sergio Corbucci
- 1984 : Cuori nella tormenta d’Enrico Oldoini
- 1984 : Un ragazzo e una ragazza de Marco Risi
- 1985 : Blues metropolitano de Salvatore Piscicelli
- 1987 : Caramelle da uno sconosciuto de Franco Ferrini
- 1987 : La Dernière Étreinte (Una donna da scoprire) de Riccardo Sesani
- 1988 : Cambiamento d'aria de Giuseppe Gargiulo
- 1988 : Shatterer (Sicilian Connection) de Tonino Valerii
- 1989 : Dark bar de Stelio Fiorenza (it)
- 1989 : L'ultima scena de Nino Russo (it)
- 1989 : Fiori di zucca de Stefano Pomilia (it)
- 1992 : Infelici e contenti de Neri Parenti
- 1993 : Malesh d’Angelo Cannavacciuolo
- 1995 : Storie di seduzione d’Antonio Maria Magro
- 1997 : Volare! de Vittorio De Sisti
- 2002 : Un giudice di rispetto de Bruno Mattei
- 2004 : Pater familias de Francesco Patierno
- 2006 : Film D de Cristiano Ceriello

### À la télévision

#### Séries télévisées
- 1988 : Disperatamente Giulia d’Enrico Maria Salerno
- 1990 : Le Gorille, épisode Le Gorille et l’amazone de Duccio Tessari
- 1990 : Il ricatto, épisode Bambini nell’ombra de Vittorio De Sisti
- 1996 : Fantasma per caso! de Vittorio De Sisti
- 2001 : Cuore de Maurizio Zaccaro
- 2002 : L'uomo che piaceva alle donne - Bel Ami (it) de Massimo Spano (it)
- 2005 : Gente di mare de Vittorio De Sisti
- 2008 : Donne assassine d’Alex Infascelli

#### Téléfilms
- 1988 : Cambiamento d'aria de Gian Pietro Galasso
- 1995 : La signora della città de Beppe Cino
- 1997 : Non chiamatemi papà de Nini Salerno (it)
- 1998 : The skitour de Curt M. Faudon
- 1999 : Tutti per uno de Vittorio De Sisti

## Prix et distinctions notables
- David di Donatello de la meilleure actrice débutante en 1982 pour Le occasioni di Rosa.
- Ruban d'argent de la meilleure actrice débutante en 1982 pour Le occasioni di Rosa.